# Aerodynamische Hilfsfläche

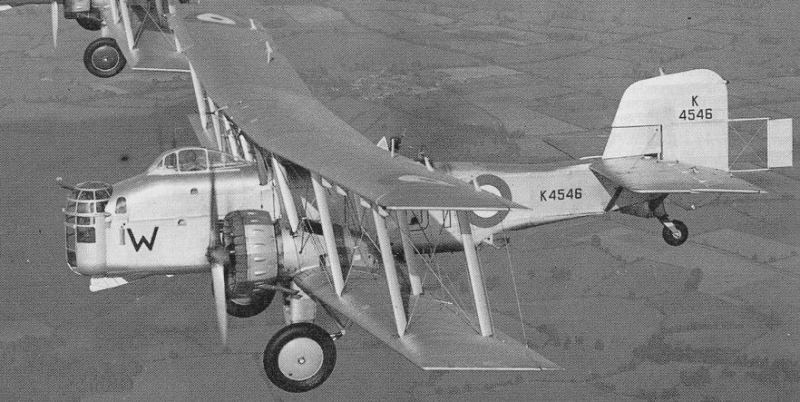
Hilfsruder am Seitenruder einer Boulton Paul Overstrand

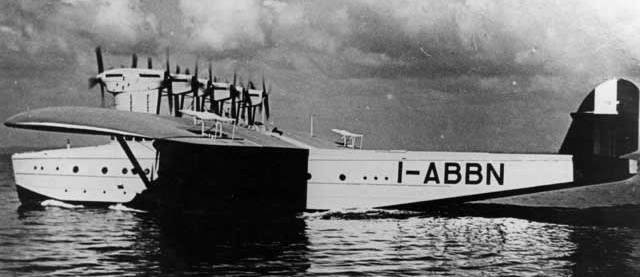
Hilfsflächen über den Querrudern einer Do X

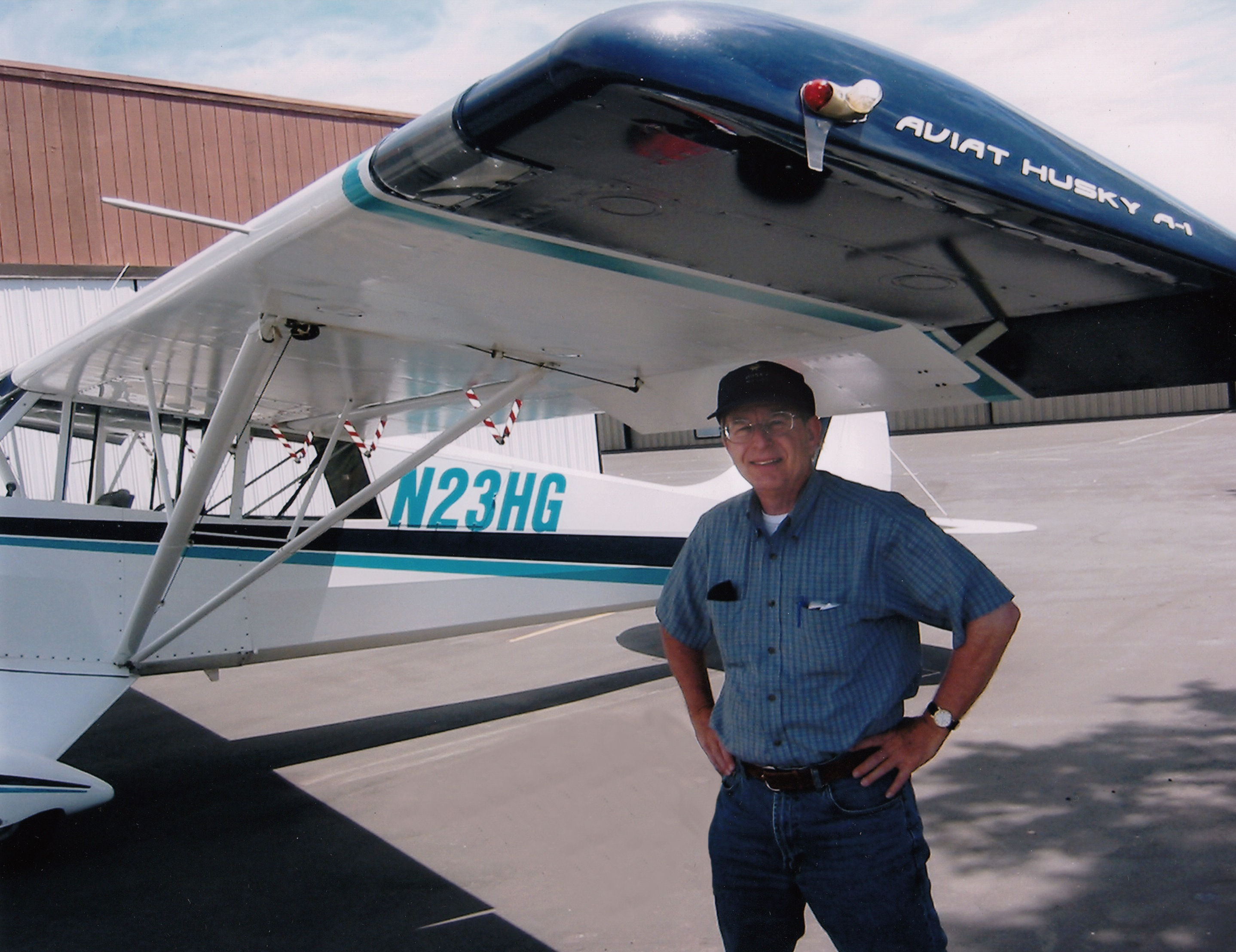
Kehrschaufelartige Ausgleichsflächen unter den Querrudern einer Christen Husky

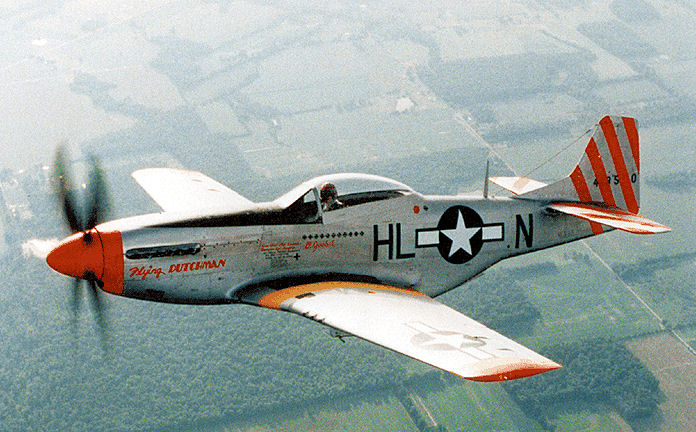
Strake vor dem Seitenleitwerk einer späten P-51 Mustang.

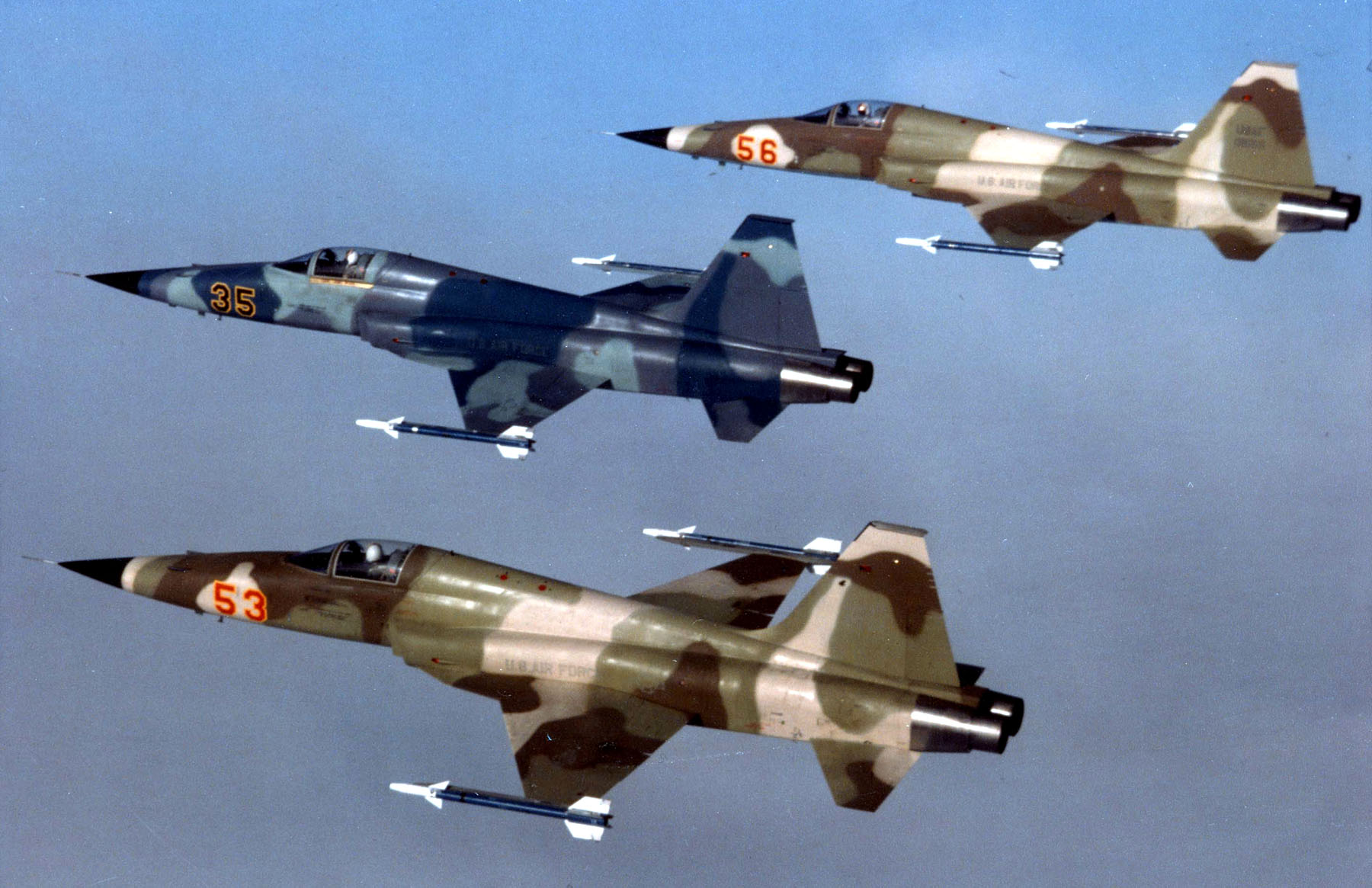
Strakes an den Tragflächen von F-5-Jägern

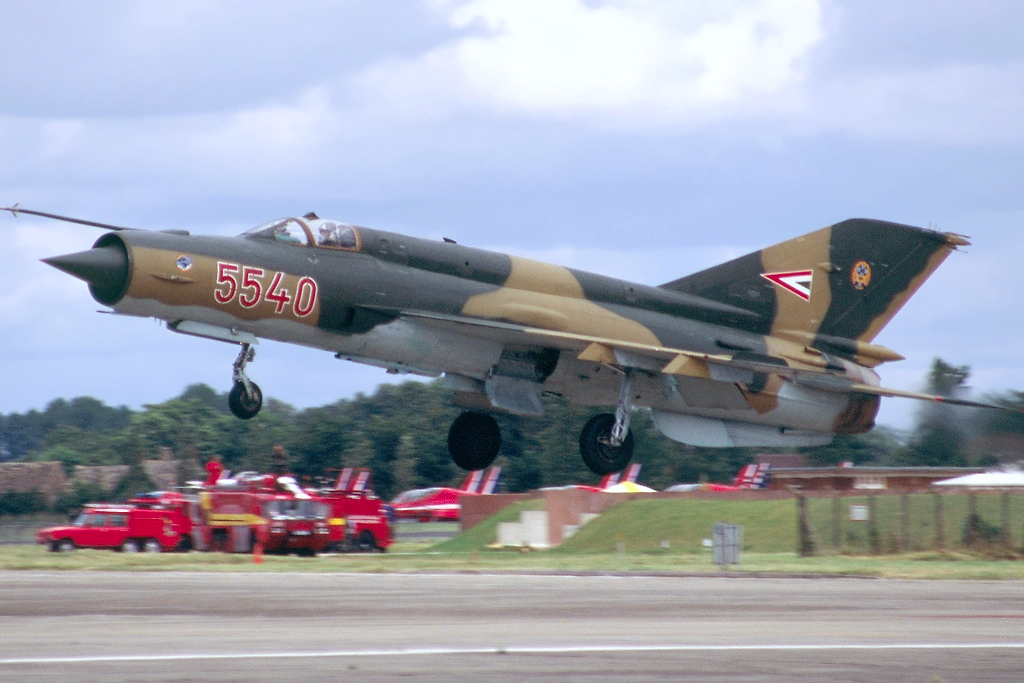
Zentrale Kielflosse an einer MiG-21

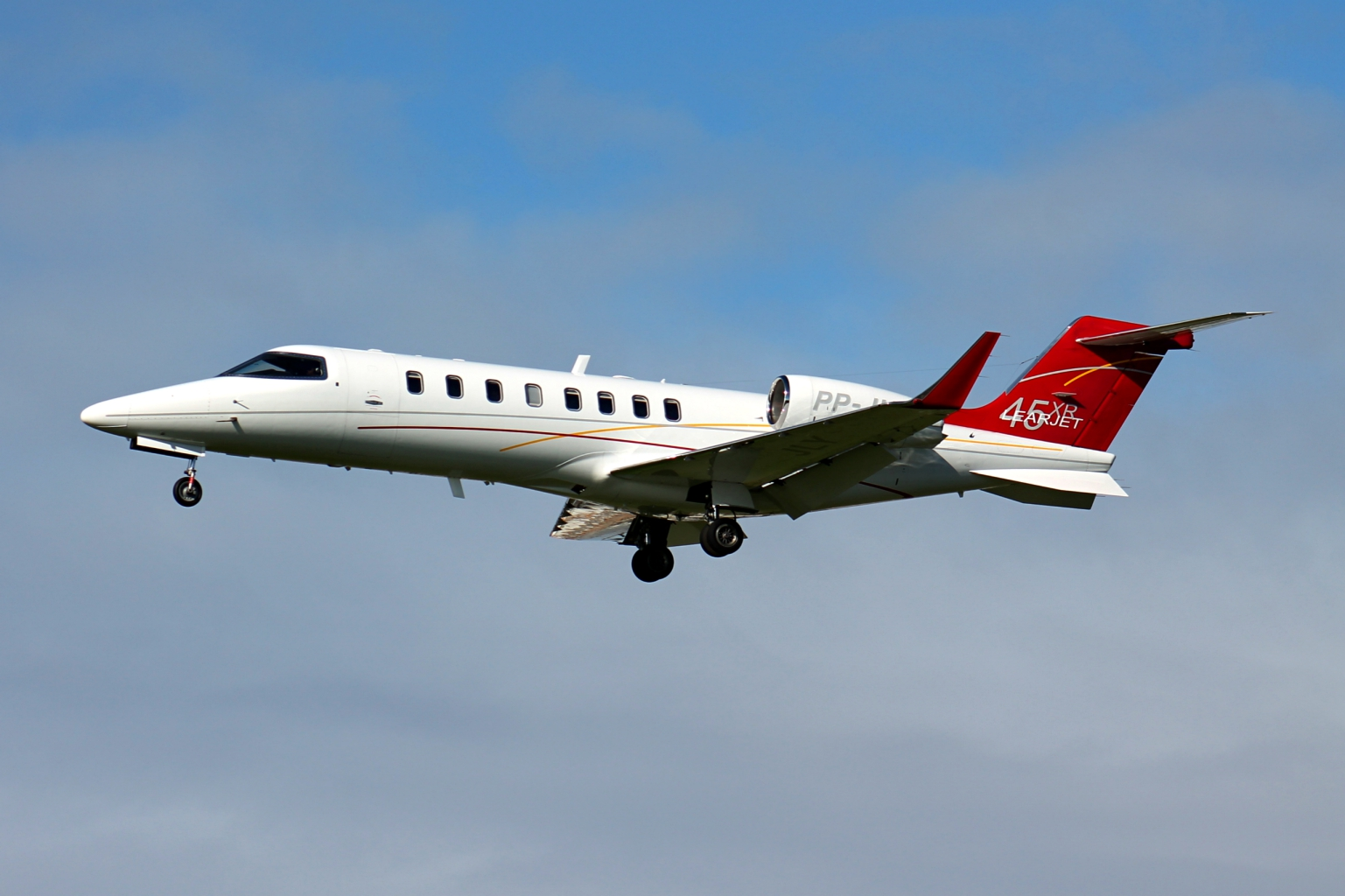
Kielflossen unter dem Rumpfende eines Learjet 45

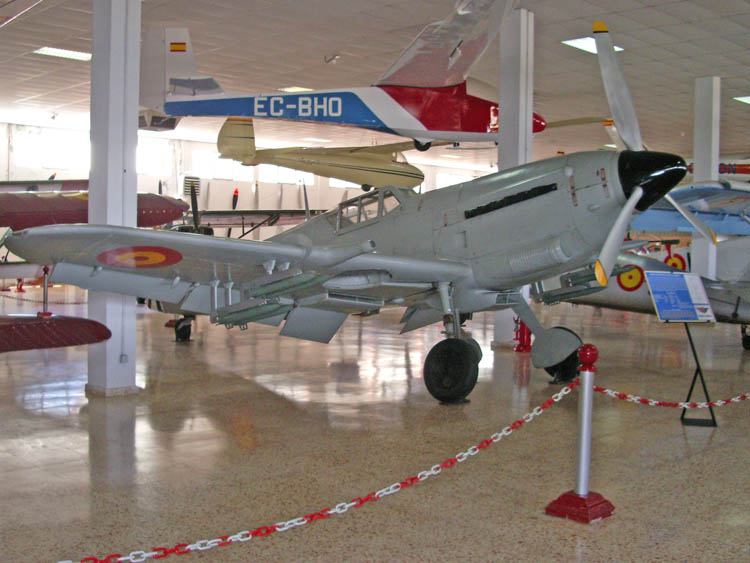
Grenzschichtzaun an einer spanischen Me 109-Version

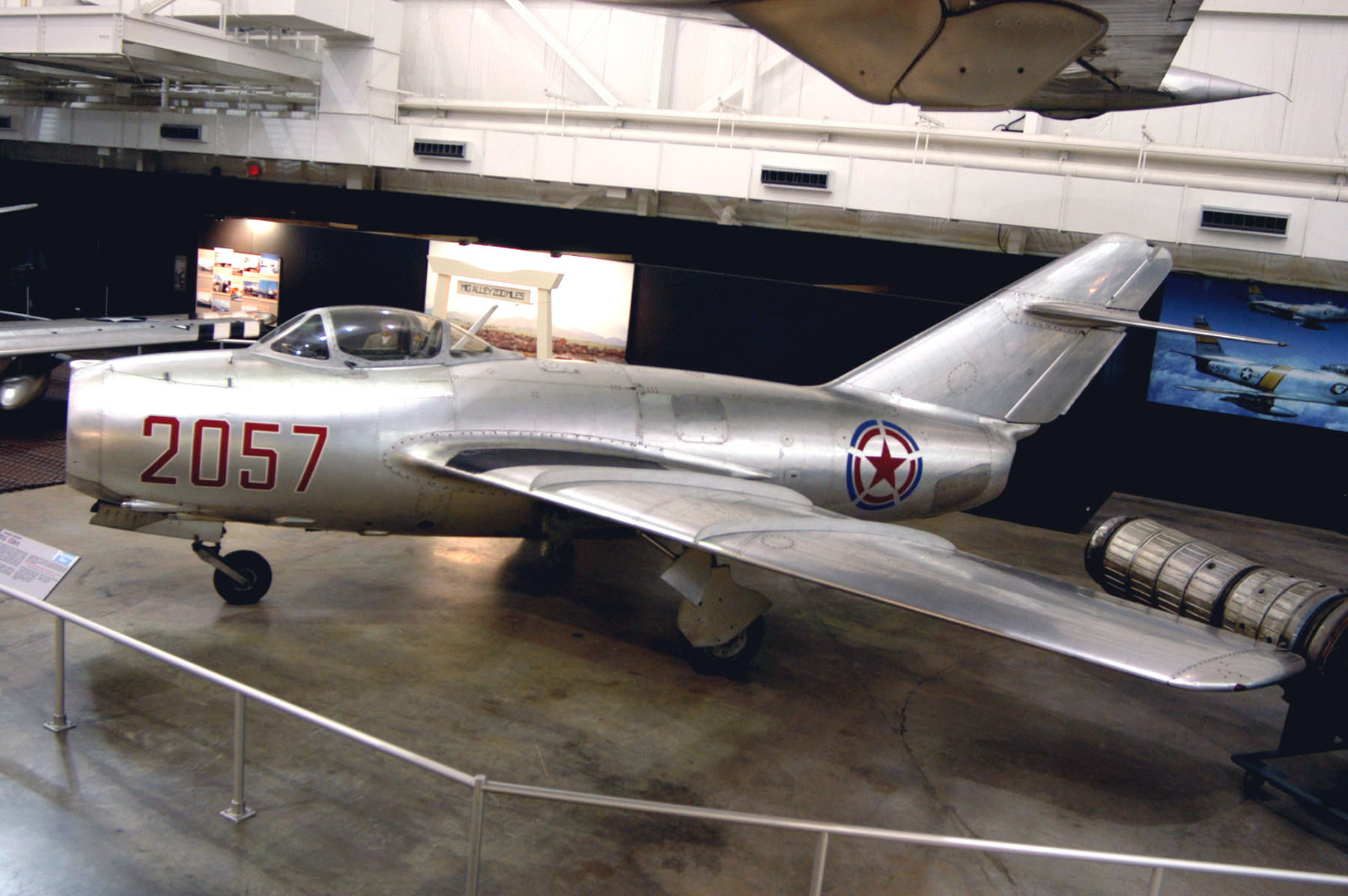
Grenzschichtzäune einer MiG-15

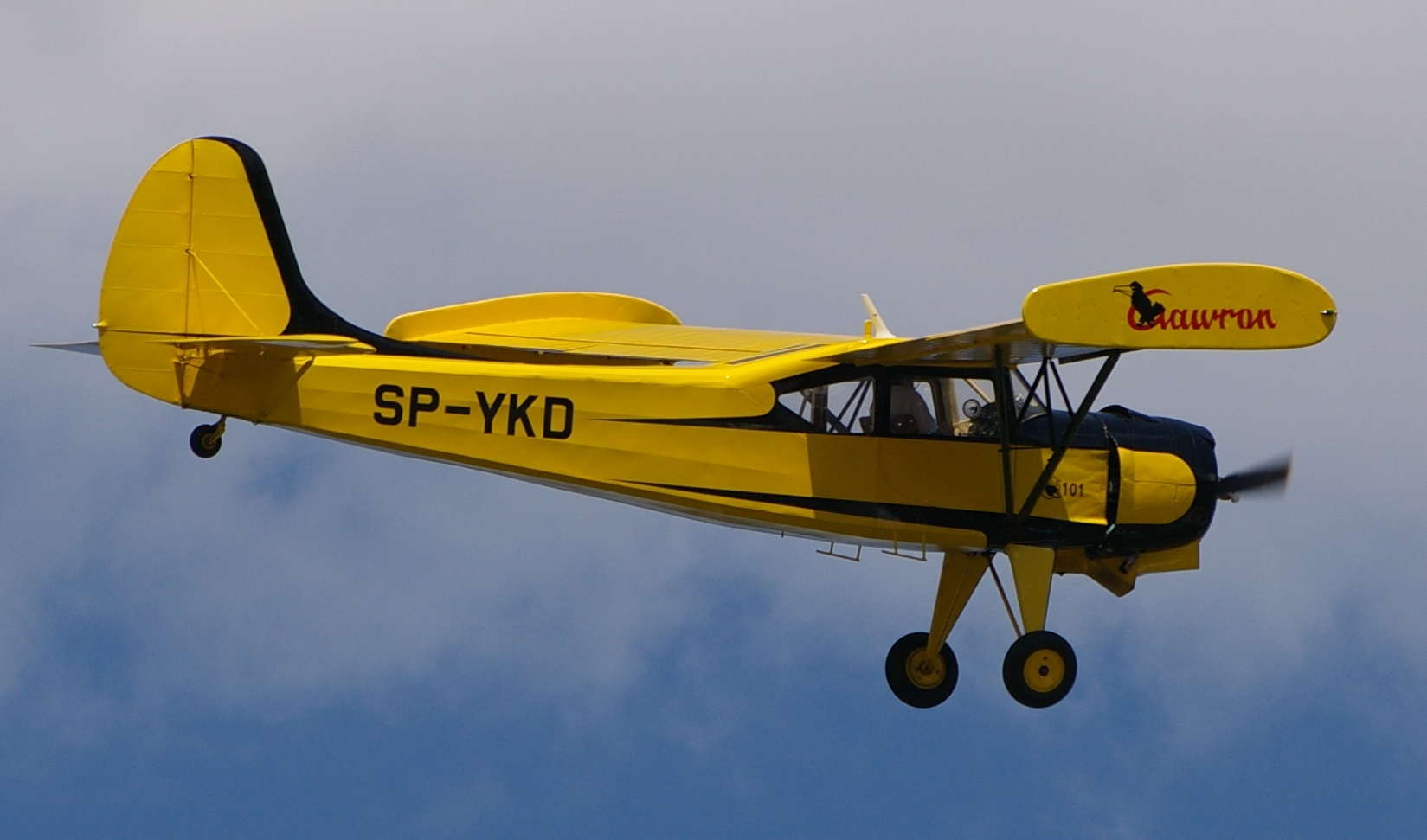
Endscheiben an einer PZL-101 Gwaron

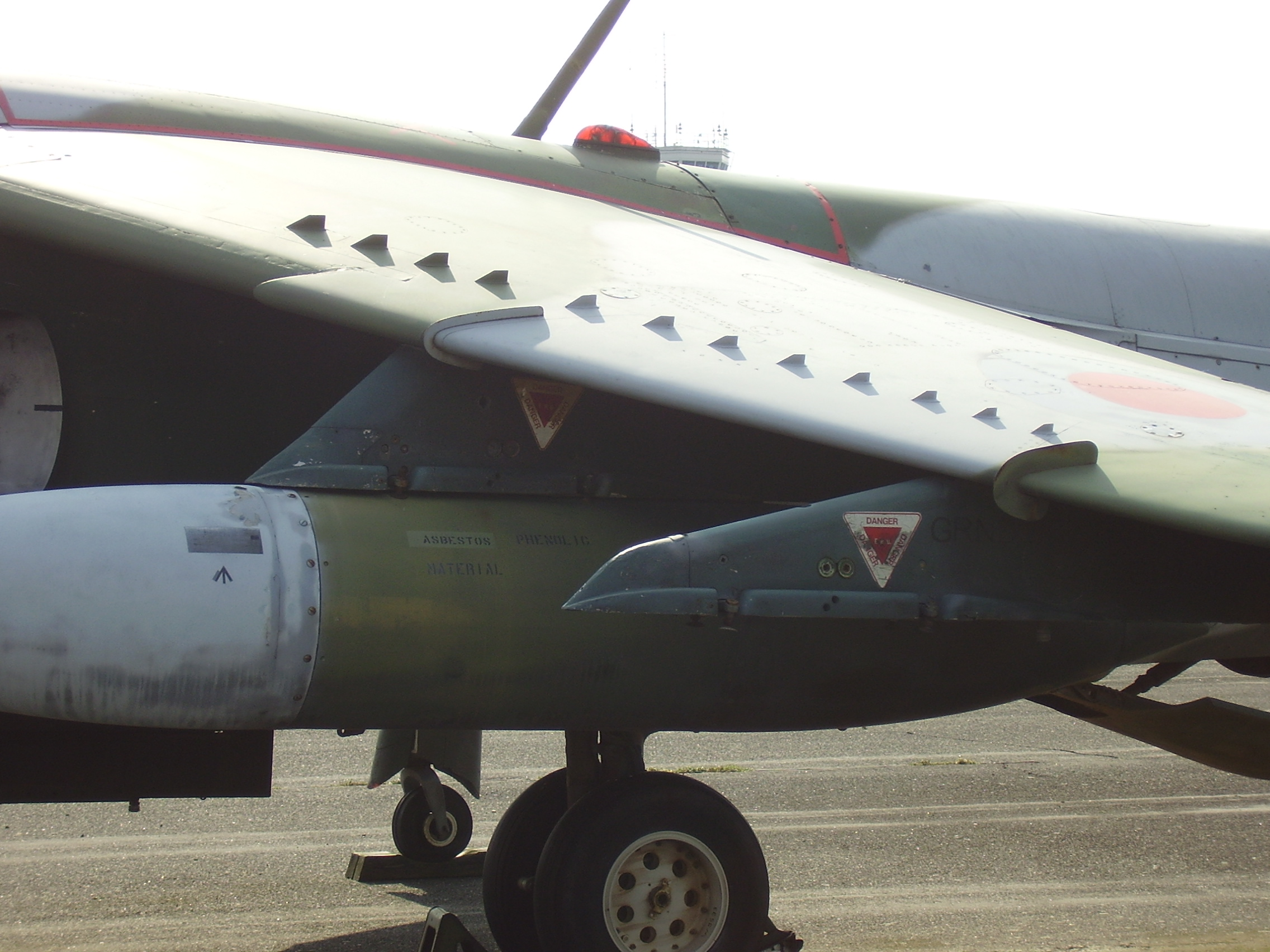
Vortexgeneratoren am Flügel einer Hawker Harrier

Aerodynamischen Hilfsflächen dienen dazu, Steuerkräfte zu verringern oder zu verstärken, die Ruder in die richtige Stellung zu bringen, den Luftstrom in eine bestimmte Richtung zu leiten, die Richtungsstabilität zu verbessern, einen gezielten Umschlag der Grenzschicht zu bewirken oder um nachträglich konstruktive Mängel auszugleichen. Es handelt sich also aus heutiger Sicht oftmals um Verlegenheitslösungen, mit denen auch ein erhöhter Luftwiderstand einhergeht. Häufig handelt es sich dabei um Bauteile aus einfachem Blech. Lediglich Strakes und das Flettnerruder haben sich durchgesetzt.

## Arten von aerodynamischen Hilfsflächen.

### Hilfsruder
Hilfsruder (auch Trimmruder) dienten dazu Handkräfte an Steuerorganen zu verringern oder aber auch um solche zu erzeugen. Das Bild der Boulton Paul Overstrand zeigt ein Hilfsruder, welches weit hinter dem Seitenruder angebracht war. Die heute gebräuchliche Form ist das Flettner-Ruder.

### Flettner-Ruder und Anti-Flettner
Das Flettner-Ruder ist eine kleine Steuerfläche am eigentlichen Ruder, welches zur Handkraftentlastung des Piloten oder aber auch zur Bewegung des ganzen Ruders verwendet werden kann. Genau das Gegenteil bewirkt das oft als Anti-Flettner bezeichnete Hilfsruder, indem es z. B. an einem druckfreien Pendel-Höhenleitwerk einer Robin DR 400 Ruderdruck simuliert und eine gewisse gefühlte Neutralstellung des Ruders vorgibt. Auch bei der Grob G-110 waren die Querruderkräfte derart gering, dass es den Piloten unangenehm war. auch hier brachte ein Anti-Flettner Abhilfe.

### Bügelkanten
Bügelkanten sind Blechstreifen an den Hinterkanten von Steuerflächen die dieselbe Aufgabe haben wie Flettner-Ruder, aber nur am Boden eingestellt werden können.

### Andere aerodynamische Flächen zum Kraftausgleich
Die Bilder der Christen Husky und der Do X zeigen verschiedene Möglichkeiten des Kraftausgleiches ohne die Verwendung von Flettner-Rudern oder Bügelkanten. Auch Alexander Lippisch baute an die Elevons des RRG Storch V nachträglich Hilfsflächen an die mit einigem Abstand hinter der Ruderhinterkante lagen.

### Strakes
Strake sind weit nach vorne gezogene Elemente am Übergang zwischen Rumpf und Tragflächen oder Leitwerken. Sinn ist es die Aerodynamische Wirkung dieser Bauteile zu verbessern, indem gezielt ein Wirbel erzeugt wird. Ein vor dem Seitenleitwerk aufgesetzter Strake verändert auch das Verhältnis der projizierten Seitenflächen vor und hinter dem Schwerpunkt. Bei der P-51D Mustang und der P-47D Thunderbolt stellte sich z. B. nach der Einführung der Tropfenhauben heraus, dass durch den Wegfall des hohen Rumpfrückens dieses Verhältnis nicht mehr stimmte und die Maschinen zum Schlingern neigten. Die Strakes lösten dieses Problem.

### Kielflossen
Kielflossen, Falschkiel etc. sind Luftleitflächen, die die Richtungsstabilität oder das Trudelverhalten verbessern, eine gewisse Gierdämpfung erzeugen etc. Auch sie werden oftmals nachträglich angebracht, wenn sich bei der Flugerprobung Stabilitätsmängel herausstellten. Kielflossen können zentral (einfache Fosse) oder doppelt (oft V-förmig auseinanderlaufend) unter dem Rumpf angebracht sein. Varianten sind auf das Höhenleitwerk aufgesetzte oder unter dem Rumpf montierte Leitbleche z. B. wenn ein Flugzeug von Radfahrwerk auf Schwimmer umgerüstet wird, welche die Richtungsstabilität negativ beeinflussen. (z. B. DHC Beaver)

### Grenzschichtzäune
Ein Grenzschichtzaun dient dazu Querströmungen an der Tragfläche abzumildern oder zu unterbinden. Dies gilt vor allem für Pfeilflügel, obwohl sich auch bei ungepfeilten Flügeln eine Verbesserung des Abrissverhaltens feststellen lässt. Der Grenzschichtzaun wurde von Wolfgang Liebe erfunden und zuerst an einer Messerschmitt Bf 109 erprobt.

### Endscheiben
Endscheiben sind sozusagen der Vorläufer heutiger Winglets oder ein Grenzschichtzaun an der Flügelspitze, der die Umströmung derselben und den damit verbundenen Auftriebsverlust verhindern soll. Bei Flugzeugen mit Doppel-Seitenleitwerk und verschiedenen schwanzlosen Konstruktionen stellt sich ein vergleichbarer Effekt ein, Man spricht in diesem Zusammenhang auch oft von Endscheiben-Seitenleitwerken.

### Vortexgeneratoren
Meist auf die Tragflächen aufgesetzte Elemente in Form von kleinen Blechwinkeln, die dazu dienen die Strömung turbulent und damit energiereich zu machen. (Siehe Turbulator)

### Gurney Flap
Gurney Flaps sind Blechstreifen an der Profilhinterkante, welche etwa 1–2 % der Profiltiefe haben und um 90° abgewinkelt sind. Sie erhöhen den Auftrieb erheblich und werden vor allem an den Abtriebsflächen von Rennautos verwendet. Ähnliche Phänomene sind aber schon länger bekannt, So zeigte z. B. bei der Bf 109K, das zwei gegensinnig verschränkte Bügelkanten am Seitenruder ein erheblich besseres Ansprechen des Ruders um die Nulllage herum bewirkten.